# زيد بن عمرو بن نفيل
زيد بن عمرو بن نفيل العدوي القرشي مؤمن حنيفي، أحد أشهر الموحدين في الجاهلية، وهو والد سعيد بن زيد أحد العشرة المبشرين بالجنة. وتفيد رواية من روايات أهل الأخبار بأن زيد ‌بن ‌عمرو ‌بن ‌نفيل، كان في جملة من اشترك في حرب الفجار، تقول إنه كان على رأس بني عدي وذلك في يوم شمطه.

## نسبه
- أبوه : عمرو بن نفيل بن عبد العزى بن رباح بن عبد الله بن قرط بن رزاح بن عدي بن كعب بن لؤي بن غالب بن فهر بن مالك بن النضر (قريش) بن كنانة بن خزيمة بن مدركة بن إلياس بن مضر بن نزار بن معد بن عدنان، أبو الأعور القرشي العدوي.[3]
- أمه : أميمة بنت عبد المطلب .
- أخته: أم المؤمنين زينب بنت جحش رضي الله عنها، وهي أخته من أمه.
- تزوج زيد من فاطمة بنت بَعْجَة بن أُميّة بن خُويلد بن خالد بن المعمّر بن حَيّان بن غَنْم بن مُليح من خزاعة.[4] فأنجب منها الصحابي سعيد بن زيد، ثم تزوج أمّ كُرْز بنت عمّار بن مالك بن ربيعة الكنانية، وأنجب منها ابنته عاتكة[5]

## زيد الموحد
نبذ عبادة الأصنام في الجاهلية، ووحد الله باحثاً عن دين إبراهيم الحنيف. ارتحل في الجزيرة العربية والشام والعراق باحثاً عن الإسلام، وهناك قابل أحبار اليهود والنصارى، وعلم أن نبياً سيبعث، ولم يقتنع باليهودية ولا النصرانية فظل على حنيفيته، إلا أن أحد الأحبار قال له: «إرجع فإن النبي الذي تنتظره يظهر في أرضك». فرجع زيد إلى مكة، وقد لقي محمداً غير ما مرة، غير أنه لم يدرك البعثة، وذكر عنه النبي أنه كان يأبى أكل ما ذبح للأصنام.
قال يونس بن بكير، عن محمد بن إسحاق: حدثني هشام بن عروة، عن أبيه، عن أسماء بنت أبي بكر قالت: لقد رأيت زيداً بن عمرو بن نفيل مسندا ظهره إلى الكعبة يقول: «يا معشر قريش والذي نفس زيد بيده ما أصبح أحد منكم على دين إبراهيم غيري»، ثم يقول: «اللهم إني لو أعلم أحب الوجوه إليك عبدتك به، ولكني لا أعلم»، ثم يسجد على راحلته.
وجاء في صحيح البخاري: «عن عبد الله بن عمر، رضى الله عنهما أَنَّ النَّبِيَّ ﷺ لَقِيَ زَيْدَ بْنَ عَمْرِو بْنِ نُفَيْلٍ بِأَسْفَلِ بَلْدَحَ، قَبْلَ أَنْ يَنْزِلَ عَلَى النَّبِيِّ ﷺ الْوَحْىُ فَقُدِّمَتْ إِلَى النَّبِيِّ ﷺ سُفْرَةٌ، فَأَبَى أَنْ يَأْكُلَ مِنْهَا ثُمَّ قَالَ زَيْدٌ إِنِّي لَسْتُ آكُلُ مِمَّا تَذْبَحُونَ عَلَى أَنْصَابِكُمْ، وَلاَ آكُلُ إِلاَّ مَا ذُكِرَ اسْمُ اللَّهِ عَلَيْهِ. وَأَنَّ زَيْدَ بْنَ عَمْرٍو كَانَ يَعِيبُ عَلَى قُرَيْشٍ ذَبَائِحَهُمْ، وَيَقُولُ الشَّاةُ خَلَقَهَا اللَّهُ، وَأَنْزَلَ لَهَا مِنَ السَّمَاءِ الْمَاءَ، وَأَنْبَتَ لَهَا مِنَ الأَرْضِ، ثُمَّ تَذْبَحُونَهَا عَلَى غَيْرِ اسْمِ اللَّهِ إِنْكَارًا لِذَلِكَ وَإِعْظَامًا لَهُ.»

## مقتله
في إحدى رحلاته هجم عليه قوم من لخم فقتلوه في سنة 605م، فقال وهو ينازع: "اللهم إن كنت حرمتني صحبة نبيك فلا تحرم منها إبني سعيداً".[بحاجة لمصدر].
وقد أدرك ابنه سعيد بن زيد الإسلام وأسلم مبكراً فهو من السابقين الأولين، وكان مقرباً من النبي وذكره ضمن العشرة المبشرين بالجنة.

## مصيره في الآخرة
فقد قال رسول الله ﷺ في شأن زيد بن نفيل والد سعيد بن زيد: دخلت الجنة فرأيت لزيد بن عمرو بن نفيل درجتين. رواه ابن عساكر وحسنه الألباني.
قال محمد بن عمرو، عن أبي سلمة، عن أسامة بن زيد، عن أبيه، أن زيد بن عمرو بن نفيل مات، ثم أنزل على النبي ﷺ، فقال النبي ﷺ: « إنه يبعث يوم القيامة أمة وحده ». (إسناده حسن)

## شعره
شعر لـزيد بن عمرو بن نفيل قاله في فراق دين أهله:

## زيد بن عمرو بن نفيل في السينما والتلفزيون
ظهرت شخصية زيد بن عمرو بن نفيل في: 
- مسلسل الوعد الحق 1993، من إخراج وفيق وجدي، وأدى الدور الممثل محمود الحديني.

- فيلم رحمة للعالمين من إخراج نجدة إسماعيل أنزور، وأدى الدور الممثل مروان أبو شاهين.

- مسلسل صدق وعده 2009، من إخراج محمد عزيزية، وأدى الدور الممثل جواد شكرجي.